# Campionatul European de Handbal Feminin pentru Junioare din 2019
Campionatul European de Handbal Feminin U17 din 2019 a fost a XIV-a ediție a turneului organizat de Federația Europeană de Handbal (EHF) și s-a desfășurat în Slovenia, între 1 și 11 august 2019. Începând cu ediția din 2017 a fost introdus un nou sistem, care prevede trei turnee finale separate: turneul principal din Slovenia, la care au luat parte 16 echipe cel mai bine clasate din punct de vedere al coeficienților EHF, și alte două turnee grupate sub titulatura Campionatele EHF U17, organizate în Italia și Georgia, la care au luat parte 20 de echipe cel mai slab clasate din punct de vedere al coeficienților EHF, câte 10 în fiecare turneu.

## Selecția gazdelor
Pe 16 martie 2018, membrii Comitetului Executiv al EHF întruniți la Viena, în Austria, au anunțat că Slovenia a primit dreptul de a organiza ediția din 2019 a Campionatului European U17. Atribuirea a fost confirmată și pe 30 august 2018, la hotelul Hilton Garden Inn din Viena, în timpul unei întruniri a Comitetului Executiv al EHF.

## Sălile
Două săli din orașul Celje au găzduit toate partidele care s-au disputat la turneul final:
- Dvorana Zlatorog (5.191 de locuri)[7]
- Dvorana Golovec (3.100 de locuri)[8]

## Echipe calificate
Pentru stabilirea echipelor calificate la turneul final au fost luați în calcul coeficienții EHF, calculați pe baza performanțelor selecționatelor naționale la toate întrecerile europene de junioare și tineret organizate începând cu Campionatul U17 din 2007 și terminând cu Campionatul U19 din 2015.
| Țara          | Calificate ca și           | Data obținerii calificării | Apariții anterioare în competiție1                                                |
| ------------- | -------------------------- | -------------------------- | --------------------------------------------------------------------------------- |
| Slovenia      | Țară gazdă                 | 16 martie 2018             | 7 (1997, 1999, 2001, 2003, 2005, 2007, 2015)                                      |
| Germania      | Conform coeficienților EHF |                            | 11 (1992, 1997, 1999, 2001, 2003, 2005, 2009, 2011, 2013, 2015, 2017)             |
| Norvegia      | Conform coeficienților EHF |                            | 10 (1992, 1994, 1997, 1999, 2007, 2009, 2011, 2013, 2015, 2017)                   |
| Ungaria       | Conform coeficienților EHF |                            | 12 (1992, 1994, 1997, 1999, 2001, 2003, 2005, 2009, 2011, 2013, 2015, 2017)       |
| Franța        | Conform coeficienților EHF |                            | 8 (1992, 2005, 2007, 2009, 2011, 2013, 2015, 2017)                                |
| Rusia         | Conform coeficienților EHF |                            | 13 (1992, 1994, 1997, 1999, 2001, 2003, 2005, 2007, 2009, 2011, 2013, 2015, 2017) |
| Danemarca     | Conform coeficienților EHF |                            | 12 (1992, 1994, 1997, 1999, 2003, 2005, 2007, 2009, 2011, 2013, 2015, 2017)       |
| România       | Conform coeficienților EHF |                            | 13 (1992, 1994, 1997, 1999, 2001, 2003, 2005, 2007, 2009, 2011, 2013, 2015, 2017) |
| Spania        | Conform coeficienților EHF |                            | 11 (1992, 1997, 2001, 2003, 2005, 2007, 2009, 2011, 2013, 2015, 2017)             |
| Suedia        | Conform coeficienților EHF |                            | 8 (1992, 1999, 2005, 2009, 2011, 2013, 2015, 2017)                                |
| Țările de Jos | Conform coeficienților EHF |                            | 8 (2001, 2003, 2007, 2009, 2011, 2013, 2015, 2017)                                |
| Muntenegru    | Conform coeficienților EHF |                            | 3 (2007, 2013, 2017)                                                              |
| Slovacia      | Conform coeficienților EHF |                            | 9 (1994, 1999, 2005, 2007, 2009, 2011, 2013, 2015, 2017)                          |
| Croația       | Conform coeficienților EHF |                            | 10 (1994, 1999, 2001, 2003, 2005, 2009, 2011, 2013, 2015, 2017)                   |
| Austria       | Conform coeficienților EHF |                            | 7 (1992, 1994, 1997, 2005, 2007, 2011, 2017)                                      |
| Portugalia    | Conform coeficienților EHF |                            | 6 (1992, 1999, 2001, 2011, 2013, 2015)                                            |

1 Bold indică echipa campioană din acel an.
2 Italic indică echipa gazdă din acel an.

## Distribuția
Selecționatele naționale calificate la turneul final au fost distribuite în patru urne de câte patru echipe. Distribuția în urne a avut la bază coeficienții valorici ai EHF: urna 1 a fost alcătuită din cele mai bune echipe, în timp ce urna a 4-a a fost formată din echipele cu cei mai slabi coeficienți EHF. Din urne, echipele au fost plasate prin tragere la sorți în patru grupe preliminare de câte patru echipe, fiecare grupă cuprinzând câte o echipă din fiecare urnă.
Distribuția în urnele valorice a fost următoarea:
| Urna 1                                 | Urna a 2-a                           | Urna a 3-a                                     | Urna a 4-a                                |
| -------------------------------------- | ------------------------------------ | ---------------------------------------------- | ----------------------------------------- |
| Germania · Norvegia · Ungaria · Franța | Rusia · Danemarca · România · Spania | Suedia · Țările de Jos · Muntenegru · Slovacia | Croația · Austria · Portugalia · Slovenia |

## Grupele preliminare
Selecționatele naționale au fost trase la sorți în patru grupe preliminare de câte patru echipe. Tragerea la sorți a avut loc la sediul primăriei din Celje, Narodni Dom Celje, pe 28 februarie 2019, de la ora locală 12:00, și a fost transmisă în direct pe canalul YouTube și pe contul de Facebook al EHF.
În urma tragerii la sorți au rezultat grupele de mai jos. Echipele clasate pe primele două locuri în fiecare grupă au avansat în grupele principale. Echipele clasate pe locurile trei și patru au jucat în grupele intermediare.
|  | Echipele calificate în Grupele Principale     |
|  | Echipele retrogradate în Grupele Intermediare |

Calendarul de mai jos respectă ora de vară CET:

### Grupa A
| Echipa   | M | V | E | Î | GM | GP | G   | Pct |
| -------- | - | - | - | - | -- | -- | --- | --- |
| Suedia   | 3 | 3 | 0 | 0 | 93 | 63 | +30 | 6   |
| Norvegia | 3 | 2 | 0 | 1 | 84 | 80 | +4  | 4   |
| Spania   | 3 | 0 | 1 | 2 | 70 | 85 | −15 | 1   |
| Croația  | 3 | 0 | 1 | 2 | 73 | 92 | −19 | 1   |

| 1 august 2019 13:00 | Norvegia   | 19 – 31 | Suedia  | Dvorana Zlatorog, Celje Asistență: 100 Arbitri: Ivanović, Vujisić |
| 1 august 2019 13:00 | Alvestad 5 | (10-16) | Axnér 8 | Dvorana Zlatorog, Celje Asistență: 100 Arbitri: Ivanović, Vujisić |
| 1 august 2019 13:00 | 5× 1×      | Cronică | 6× 1×   | Dvorana Zlatorog, Celje Asistență: 100 Arbitri: Ivanović, Vujisić |

| 1 august 2019 15:00 | Spania         | 25 – 25 | Croația          | Dvorana Zlatorog, Celje Asistență: 71 Arbitri: Hannes, Hannes |
| 1 august 2019 15:00 | Casia Castro 6 | (8–10)  | Buljan, Škarić 5 | Dvorana Zlatorog, Celje Asistență: 71 Arbitri: Hannes, Hannes |
| 1 august 2019 15:00 | 5× 1×          | Cronică | 7× 3×            | Dvorana Zlatorog, Celje Asistență: 71 Arbitri: Hannes, Hannes |

| 2 august 2019 13:00 | Croația  | 27 – 39 | Norvegia     | Dvorana Zlatorog, Celje Asistență: 100 Arbitri: Stokes, Bartlett |
| 2 august 2019 13:00 | Škarić 7 | (12–18) | Gregersen 12 | Dvorana Zlatorog, Celje Asistență: 100 Arbitri: Stokes, Bartlett |
| 2 august 2019 13:00 | 7× 2×    | Cronică | 3× 2×        | Dvorana Zlatorog, Celje Asistență: 100 Arbitri: Stokes, Bartlett |

| 2 august 2019 15:00 | Suedia   | 34 – 23 | Spania     | Dvorana Zlatorog, Celje Asistență: 150 Arbitri: Backović, Palačković |
| 2 august 2019 15:00 | Axnér 10 | (16–13) | Martínez 7 | Dvorana Zlatorog, Celje Asistență: 150 Arbitri: Backović, Palačković |
| 2 august 2019 15:00 | 5× 2× 1× | Cronică | 3×         | Dvorana Zlatorog, Celje Asistență: 150 Arbitri: Backović, Palačković |

| 4 august 2019 13:00 | Norvegia               | 26 – 22 | Spania          | Dvorana Zlatorog, Celje Asistență: 85 Arbitri: Loșak, Șaibakov |
| 4 august 2019 13:00 | Gregersen, Henriksen 5 | (13–12) | Benítez, Nuez 5 | Dvorana Zlatorog, Celje Asistență: 85 Arbitri: Loșak, Șaibakov |
| 4 august 2019 13:00 | 4× 2×                  | Cronică | 4×              | Dvorana Zlatorog, Celje Asistență: 85 Arbitri: Loșak, Șaibakov |

| 4 august 2019 15:00 | Suedia  | 28 – 21 | Croația | Dvorana Zlatorog, Celje Asistență: 150 Arbitri: Mertinian, Syrepisios |
| 4 august 2019 15:00 | Axnér 9 | (14–8)  | Zrnić 4 | Dvorana Zlatorog, Celje Asistență: 150 Arbitri: Mertinian, Syrepisios |
| 4 august 2019 15:00 | 2×      | Cronică | 7× 3×   | Dvorana Zlatorog, Celje Asistență: 150 Arbitri: Mertinian, Syrepisios |

### Grupa B
| Echipa   | M | V | E | Î | GM  | GP | G   | Pct |
| -------- | - | - | - | - | --- | -- | --- | --- |
| Ungaria  | 3 | 3 | 0 | 0 | 103 | 73 | +30 | 6   |
| Austria  | 3 | 2 | 0 | 1 | 77  | 80 | −3  | 4   |
| Slovacia | 3 | 1 | 0 | 2 | 72  | 89 | −17 | 2   |
| România  | 3 | 0 | 0 | 3 | 86  | 96 | −10 | 0   |

| 1 august 2019 17:00 | Ungaria     | 31 – 18 | Slovacia | Dvorana Zlatorog, Celje Asistență: 100 Arbitri: Backović, Palačković |
| 1 august 2019 17:00 | Koronczai 8 | (13–10) | Lancz 7  | Dvorana Zlatorog, Celje Asistență: 100 Arbitri: Backović, Palačković |
| 1 august 2019 17:00 | 5× 2×       | Cronică | 6× 2×    | Dvorana Zlatorog, Celje Asistență: 100 Arbitri: Backović, Palačković |

| 1 august 2019 19:00 | România | 24 – 26 | Austria   | Dvorana Zlatorog, Celje Asistență: 80 Arbitri: Jakovljević, Sando |
| 1 august 2019 19:00 | Borș 7  | (12–15) | Pandza 10 | Dvorana Zlatorog, Celje Asistență: 80 Arbitri: Jakovljević, Sando |
| 1 august 2019 19:00 | 8× 1×   | Cronică | 6× 1×     | Dvorana Zlatorog, Celje Asistență: 80 Arbitri: Jakovljević, Sando |

| 2 august 2019 17:00 | Austria  | 23 – 33 | Ungaria   | Dvorana Zlatorog, Celje Asistență: 100 Arbitri: Lindenbaum, Laron |
| 2 august 2019 17:00 | Pandza 7 | (10–17) | Kajdon 10 | Dvorana Zlatorog, Celje Asistență: 100 Arbitri: Lindenbaum, Laron |
| 2 august 2019 17:00 | 8× 2×    | Cronică | 9× 1×     | Dvorana Zlatorog, Celje Asistență: 100 Arbitri: Lindenbaum, Laron |

| 2 august 2019 19:00 | Slovacia | 31 – 30 | România    | Dvorana Zlatorog, Celje Asistență: 100 Arbitri: Hannes, Hannes |
| 2 august 2019 19:00 | Lancz 10 | (16–17) | Gogîrlă 12 | Dvorana Zlatorog, Celje Asistență: 100 Arbitri: Hannes, Hannes |
| 2 august 2019 19:00 | 4× 1×    | Cronică | 7× 2×      | Dvorana Zlatorog, Celje Asistență: 100 Arbitri: Hannes, Hannes |

| 4 august 2019 17:00 | Ungaria  | 39 – 32 | România   | Dvorana Zlatorog, Celje Asistență: 210 Arbitri: Backović, Palačković |
| 4 august 2019 17:00 | Kajdon 8 | (21–16) | Gogîrlă 8 | Dvorana Zlatorog, Celje Asistență: 210 Arbitri: Backović, Palačković |
| 4 august 2019 17:00 | 5× 2×    | Cronică | 7× 2×     | Dvorana Zlatorog, Celje Asistență: 210 Arbitri: Backović, Palačković |

| 4 august 2019 19:00 | Slovacia | 23 – 28 | Austria  | Dvorana Zlatorog, Celje Asistență: 300 Arbitri: Ivanović, Vujisić |
| 4 august 2019 19:00 | Lancz 8  | (11–13) | Pandza 8 | Dvorana Zlatorog, Celje Asistență: 300 Arbitri: Ivanović, Vujisić |
| 4 august 2019 19:00 | 9× 1×    | Cronică | 7× 1×    | Dvorana Zlatorog, Celje Asistență: 300 Arbitri: Ivanović, Vujisić |

### Grupa C
| Echipa        | M | V | E | Î | GM | GP | G  | Pct |
| ------------- | - | - | - | - | -- | -- | -- | --- |
| Germania      | 3 | 2 | 0 | 1 | 80 | 76 | +4 | 4   |
| Danemarca     | 3 | 1 | 1 | 1 | 81 | 78 | +3 | 3   |
| Țările de Jos | 3 | 1 | 1 | 1 | 86 | 86 | 0  | 3   |
| Portugalia    | 3 | 1 | 0 | 2 | 83 | 90 | −7 | 2   |

| 1 august 2019 13:00 | Germania | 22 – 21 | Țările de Jos | Dvorana Golovec, Celje Asistență: 200 Arbitri: Loșak, Șaibakov |
| 1 august 2019 13:00 | Kusian 5 | (10–11) | Staal 7       | Dvorana Golovec, Celje Asistență: 200 Arbitri: Loșak, Șaibakov |
| 1 august 2019 13:00 | 3× 2×    | Cronică | 3× 2×         | Dvorana Golovec, Celje Asistență: 200 Arbitri: Loșak, Șaibakov |

| 1 august 2019 15:00 | Danemarca               | 21 – 24 | Portugalia | Dvorana Golovec, Celje Asistență: 150 Arbitri: Kulović, Škaljić |
| 1 august 2019 15:00 | Esseman-Beck, Wierzba 5 | (12–13) | Sequeira 9 | Dvorana Golovec, Celje Asistență: 150 Arbitri: Kulović, Škaljić |
| 1 august 2019 15:00 | 2× 1×                   | Cronică | 2×         | Dvorana Golovec, Celje Asistență: 150 Arbitri: Kulović, Škaljić |

| 2 august 2019 13:00 | Portugalia | 25 – 34 | Germania       | Dvorana Golovec, Celje Asistență: 90 Arbitri: Jakovljević, Sando |
| 2 august 2019 13:00 | Marques 6  | (14–20) | Kusian, Rott 9 | Dvorana Golovec, Celje Asistență: 90 Arbitri: Jakovljević, Sando |
| 2 august 2019 13:00 | 7× 1×      | Cronică | 3× 1×          | Dvorana Golovec, Celje Asistență: 90 Arbitri: Jakovljević, Sando |

| 2 august 2019 15:00 | Țările de Jos | 30 – 30 | Danemarca | Dvorana Golovec, Celje Asistență: 200 Arbitri: Mertinian, Syrepisios |
| 2 august 2019 15:00 | Staal 6       | (11–13) | Møller 10 | Dvorana Golovec, Celje Asistență: 200 Arbitri: Mertinian, Syrepisios |
| 2 august 2019 15:00 | 7× 1×         | Cronică | 6× 2×     | Dvorana Golovec, Celje Asistență: 200 Arbitri: Mertinian, Syrepisios |

| 4 august 2019 13:00 | Germania | 24 – 30 | Danemarca  | Dvorana Golovec, Celje Asistență: 200 Arbitri: Kulović, Škaljić |
| 4 august 2019 13:00 | Rott 6   | (13–14) | Wierzba 12 | Dvorana Golovec, Celje Asistență: 200 Arbitri: Kulović, Škaljić |
| 4 august 2019 13:00 | 7× 2×    | Cronică | 4× 1×      | Dvorana Golovec, Celje Asistență: 200 Arbitri: Kulović, Škaljić |

| 4 august 2019 15:00 | Țările de Jos    | 35 – 34 | Portugalia | Dvorana Golovec, Celje Asistență: 200 Arbitri: Lidacka, Lesiak |
| 4 august 2019 15:00 | Daleman, Staal 7 | (15–16) | Costa 11   | Dvorana Golovec, Celje Asistență: 200 Arbitri: Lidacka, Lesiak |
| 4 august 2019 15:00 | 7× 1×            | Cronică | 7× 3× 1×   | Dvorana Golovec, Celje Asistență: 200 Arbitri: Lidacka, Lesiak |

### Grupa D
| Echipa     | M | V | E | Î | GM | GP | G   | Pct |
| ---------- | - | - | - | - | -- | -- | --- | --- |
| Franța     | 3 | 3 | 0 | 0 | 79 | 53 | +26 | 6   |
| Rusia      | 3 | 2 | 0 | 1 | 81 | 71 | +10 | 4   |
| Slovenia   | 3 | 1 | 0 | 2 | 61 | 75 | −14 | 2   |
| Muntenegru | 3 | 0 | 0 | 3 | 59 | 81 | −22 | 0   |

| 1 august 2019 17:00 | Franța      | 30 – 15 | Muntenegru | Dvorana Golovec, Celje Asistență: 150 Arbitri: Lindenbaum, Laron |
| 1 august 2019 17:00 | Grandveau 5 | (13–5)  | Vukčević 4 | Dvorana Golovec, Celje Asistență: 150 Arbitri: Lindenbaum, Laron |
| 1 august 2019 17:00 | 3× 1×       | Cronică | 5× 2×      | Dvorana Golovec, Celje Asistență: 150 Arbitri: Lindenbaum, Laron |

| 1 august 2019 19:30 | Rusia            | 33 – 20 | Slovenia | Dvorana Golovec, Celje Asistență: 800 Arbitri: Lidacka, Lesiak |
| 1 august 2019 19:30 | trei jucătoare 5 | (14–11) | Novak 6  | Dvorana Golovec, Celje Asistență: 800 Arbitri: Lidacka, Lesiak |
| 1 august 2019 19:30 | 7× 2×            | Cronică | 4× 3×    | Dvorana Golovec, Celje Asistență: 800 Arbitri: Lidacka, Lesiak |

| 2 august 2019 17:00 | Muntenegru   | 19 – 23 | Rusia                  | Dvorana Golovec, Celje Asistență: 150 Arbitri: Kulović, Škaljić |
| 2 august 2019 17:00 | Krivokapić 6 | (11–12) | Baeva, Zakordonskaia 4 | Dvorana Golovec, Celje Asistență: 150 Arbitri: Kulović, Škaljić |
| 2 august 2019 17:00 | 3×           | Cronică | 3×                     | Dvorana Golovec, Celje Asistență: 150 Arbitri: Kulović, Škaljić |

| 2 august 2019 19:00 | Slovenia | 13 – 17 | Franța    | Dvorana Golovec, Celje Asistență: 500 Arbitri: Loșak, Șaibakov |
| 2 august 2019 19:00 | Kadić 4  | (8–7)   | Modenel 6 | Dvorana Golovec, Celje Asistență: 500 Arbitri: Loșak, Șaibakov |
| 2 august 2019 19:00 | 2×       | Cronică | 2× 1×     | Dvorana Golovec, Celje Asistență: 500 Arbitri: Loșak, Șaibakov |

| 4 august 2019 17:00 | Franța      | 32 – 25 | Rusia   | Dvorana Golovec, Celje Asistență: 200 Arbitri: Jakovljević, Sando |
| 4 august 2019 17:00 | Grandveau 9 | (17–11) | Baeva 8 | Dvorana Golovec, Celje Asistență: 200 Arbitri: Jakovljević, Sando |
| 4 august 2019 17:00 | 5× 1×       | Cronică | 2× 1×   | Dvorana Golovec, Celje Asistență: 200 Arbitri: Jakovljević, Sando |

| 4 august 2019 19:00 | Muntenegru | 25 – 28 | Slovenia | Dvorana Golovec, Celje Asistență: 200 Arbitri: Stokes, Bartlett |
| 4 august 2019 19:00 | Marsenić 7 | (11–11) | Rudman 7 | Dvorana Golovec, Celje Asistență: 200 Arbitri: Stokes, Bartlett |
| 4 august 2019 19:00 | 7× 1×      | Cronică | 5× 1×    | Dvorana Golovec, Celje Asistență: 200 Arbitri: Stokes, Bartlett |

## Grupele intermediare
Selecționatele naționale clasate pe ultimele două locuri în grupele preliminare au fost distribuite în două grupe intermediare: grupa a III-a, în care au jucat echipele din grupele preliminare A și B, respectiv grupa a IV-a, în care au jucat echipele din grupele C și D. Formațiile au intrat în grupele intermediare păstrându-și punctele și golaverajul rezultate în urma meciurilor directe din grupele principale.
Calendarul de mai jos respectă ora de vară CET:

### Grupa a III-a
| Echipa   | M | V | E | Î | GM | GP | G   | Pct |
| -------- | - | - | - | - | -- | -- | --- | --- |
| Slovenia | 3 | 2 | 0 | 1 | 80 | 81 | −1  | 4   |
| România  | 3 | 2 | 0 | 1 | 85 | 73 | +12 | 4   |
| Croația  | 3 | 1 | 1 | 1 | 71 | 73 | −2  | 3   |
| Spania   | 3 | 0 | 1 | 2 | 72 | 81 | −9  | 1   |

| 6 august 2019 15:00 | Spania    | 25 – 28 | Slovacia      | Dvorana Golovec, Celje Asistență: 85 Arbitri: Stokes, Bartlett |
| 6 august 2019 15:00 | Benítez 6 | (14–14) | Lancz, Pint 8 | Dvorana Golovec, Celje Asistență: 85 Arbitri: Stokes, Bartlett |
| 6 august 2019 15:00 | 2×        | Cronică | 4× 2×         | Dvorana Golovec, Celje Asistență: 85 Arbitri: Stokes, Bartlett |

| 6 august 2019 17:00 | Croația           | 20 – 27 | România  | Dvorana Golovec, Celje Asistență: 100 Arbitri: Lindenbaum, Laron |
| 6 august 2019 17:00 | Petković, Zrnić 4 | (13–14) | Necula 8 | Dvorana Golovec, Celje Asistență: 100 Arbitri: Lindenbaum, Laron |
| 6 august 2019 17:00 | 6× 1×             | Cronică | 7× 1×    | Dvorana Golovec, Celje Asistență: 100 Arbitri: Lindenbaum, Laron |

| 7 august 2019 15:00 | Slovacia      | 21 – 26 | Croația     | Dvorana Golovec, Celje Asistență: 150 Arbitri: Mertinian, Syrepisios |
| 7 august 2019 15:00 | Dvorščáková 5 | (12–13) | Josipović 6 | Dvorana Golovec, Celje Asistență: 150 Arbitri: Mertinian, Syrepisios |
| 7 august 2019 15:00 | 4× 1×         | Cronică | 7× 1×       | Dvorana Golovec, Celje Asistență: 150 Arbitri: Mertinian, Syrepisios |

| 7 august 2019 17:00 | România    | 28 – 22 | Spania           | Dvorana Golovec, Celje Asistență: 150 Arbitri: Hannes, Hannes |
| 7 august 2019 17:00 | Gogîrlă 10 | (12–11) | Benítez, Mallo 5 | Dvorana Golovec, Celje Asistență: 150 Arbitri: Hannes, Hannes |
| 7 august 2019 17:00 | 7× 2×      | Cronică | 5× 2×            | Dvorana Golovec, Celje Asistență: 150 Arbitri: Hannes, Hannes |

### Grupa a IV-a
| Echipa        | M | V | E | Î | GM | GP | G   | Pct |
| ------------- | - | - | - | - | -- | -- | --- | --- |
| Slovenia      | 3 | 3 | 0 | 0 | 87 | 72 | +15 | 6   |
| Muntenegru    | 3 | 1 | 0 | 2 | 88 | 66 | +22 | 2   |
| Portugalia    | 3 | 1 | 0 | 2 | 76 | 86 | −10 | 2   |
| Țările de Jos | 3 | 1 | 0 | 2 | 71 | 98 | −27 | 2   |

| 6 august 2019 13:00 | Portugalia | 24 – 23 | Muntenegru | Dvorana Golovec, Celje Asistență: 100 Arbitri: Mertinian, Syrepisios |
| 6 august 2019 13:00 | Sequeira 8 | (12–11) | Marsenić 7 | Dvorana Golovec, Celje Asistență: 100 Arbitri: Mertinian, Syrepisios |
| 6 august 2019 13:00 | 4× 1×      | Cronică | 5×         | Dvorana Golovec, Celje Asistență: 100 Arbitri: Mertinian, Syrepisios |

| 6 august 2019 19:00 | Țările de Jos | 19 – 30 | Slovenia | Dvorana Golovec, Celje Asistență: 180 Arbitri: Kulović, Škaljić |
| 6 august 2019 19:00 | Staal 6       | (12–15) | Kralj 6  | Dvorana Golovec, Celje Asistență: 180 Arbitri: Kulović, Škaljić |
| 6 august 2019 19:00 | 5× 2×         | Cronică | 7×       | Dvorana Golovec, Celje Asistență: 180 Arbitri: Kulović, Škaljić |

| 7 august 2019 13:00 | Muntenegru | 24 – 22 | Țările de Jos        | Dvorana Golovec, Celje Asistență: 150 Arbitri: Jakovljević, Sando |
| 7 august 2019 13:00 | Marsenić 6 | (13–9)  | Staal, Van de Ruit 6 | Dvorana Golovec, Celje Asistență: 150 Arbitri: Jakovljević, Sando |
| 7 august 2019 13:00 | 6× 1×      | Cronică | 4× 1×                | Dvorana Golovec, Celje Asistență: 150 Arbitri: Jakovljević, Sando |

| 7 august 2019 19:00 | Slovenia          | 25 – 24 | Portugalia | Dvorana Golovec, Celje Asistență: 500 Arbitri: Lindenbaum, Laron |
| 7 august 2019 19:00 | cinci jucătoare 3 | (11–11) | Sequeira 6 | Dvorana Golovec, Celje Asistență: 500 Arbitri: Lindenbaum, Laron |
| 7 august 2019 19:00 | 3× 2×             | Cronică | 5× 1×      | Dvorana Golovec, Celje Asistență: 500 Arbitri: Lindenbaum, Laron |

## Grupele principale
Selecționatele naționale clasate pe primele două locuri în cele patru grupe preliminare au avansat în două grupe principale: grupa I, în care au jucat echipele din grupele preliminare A și B, respectiv grupa a II-a, în care au jucat echipele din grupele C și D. Formațiile au intrat în grupele principale păstrându-și punctele și golaverajul rezultate în urma meciurilor directe din grupele principale.
|  | Echipele calificate în semifinale |

Calendarul de mai jos respectă ora de vară CET:

### Grupa I
| Echipa   | M | V | E | Î | GM | GP | G   | Pct |
| -------- | - | - | - | - | -- | -- | --- | --- |
| Ungaria  | 3 | 3 | 0 | 0 | 87 | 72 | +15 | 6   |
| Suedia   | 3 | 2 | 0 | 1 | 88 | 66 | +22 | 4   |
| Norvegia | 3 | 1 | 0 | 2 | 76 | 86 | −10 | 2   |
| Austria  | 3 | 0 | 0 | 3 | 71 | 98 | −27 | 0   |

| 6 august 2019 17:00 | Norvegia | 30 – 27 | Austria   | Dvorana Zlatorog, Celje Asistență: 200 Arbitri: Hannes, Hannes |
| 6 august 2019 17:00 | Celius 8 | (11–12) | Pandza 12 | Dvorana Zlatorog, Celje Asistență: 200 Arbitri: Hannes, Hannes |
| 6 august 2019 17:00 | 2×       | Cronică | 1×        | Dvorana Zlatorog, Celje Asistență: 200 Arbitri: Hannes, Hannes |

| 6 august 2019 19:00 | Suedia    | 22 – 26 | Ungaria     | Dvorana Zlatorog, Celje Asistență: 250 Arbitri: Lidacka, Lesiak |
| 6 august 2019 19:00 | Wedenby 5 | (15–17) | Koronczai 7 | Dvorana Zlatorog, Celje Asistență: 250 Arbitri: Lidacka, Lesiak |
| 6 august 2019 19:00 | 2×        | Cronică | 4× 2×       | Dvorana Zlatorog, Celje Asistență: 250 Arbitri: Lidacka, Lesiak |

| 7 august 2019 17:00 | Austria  | 21 – 35 | Suedia  | Dvorana Zlatorog, Celje Asistență: 120 Arbitri: Stokes, Bartlett |
| 7 august 2019 17:00 | Pandza 7 | (11–17) | Axnér 6 | Dvorana Zlatorog, Celje Asistență: 120 Arbitri: Stokes, Bartlett |
| 7 august 2019 17:00 | 3× 2×    | Cronică | 4× 3×   | Dvorana Zlatorog, Celje Asistență: 120 Arbitri: Stokes, Bartlett |

| 7 august 2019 19:00 | Ungaria     | 28 – 27 | Norvegia | Dvorana Zlatorog, Celje Asistență: 200 Arbitri: Ivanović, Vujisić |
| 7 august 2019 19:00 | Koronczai 9 | (16–12) | Celius 6 | Dvorana Zlatorog, Celje Asistență: 200 Arbitri: Ivanović, Vujisić |
| 7 august 2019 19:00 | 2× 1×       | Cronică | 2×       | Dvorana Zlatorog, Celje Asistență: 200 Arbitri: Ivanović, Vujisić |

### Grupa a II-a
| Echipa    | M | V | E | Î | GM | GP | G   | Pct |
| --------- | - | - | - | - | -- | -- | --- | --- |
| Franța    | 3 | 3 | 0 | 0 | 74 | 61 | +13 | 6   |
| Danemarca | 3 | 1 | 1 | 1 | 68 | 64 | +4  | 3   |
| Rusia     | 3 | 1 | 1 | 1 | 72 | 77 | −5  | 3   |
| Germania  | 3 | 0 | 0 | 3 | 67 | 79 | −12 | 0   |

| 6 august 2019 13:00 | Danemarca | 23 – 23 | Rusia   | Dvorana Zlatorog, Celje Asistență: 150 Arbitri: Ivanović, Vujisić |
| 6 august 2019 13:00 | Møller 10 | (10–11) | Baeva 6 | Dvorana Zlatorog, Celje Asistență: 150 Arbitri: Ivanović, Vujisić |
| 6 august 2019 13:00 | 1×        | Cronică | 4× 1×   | Dvorana Zlatorog, Celje Asistență: 150 Arbitri: Ivanović, Vujisić |

| 6 august 2019 15:00 | Germania | 21 – 25 | Franța    | Dvorana Zlatorog, Celje Asistență: 200 Arbitri: Backović, Palačković |
| 6 august 2019 15:00 | Rott 6   | (12–10) | Bouktit 6 | Dvorana Zlatorog, Celje Asistență: 200 Arbitri: Backović, Palačković |
| 6 august 2019 15:00 | 4× 2×    | Cronică | 2×        | Dvorana Zlatorog, Celje Asistență: 200 Arbitri: Backović, Palačković |

| 7 august 2019 13:00 | Rusia       | 24 – 22 | Germania         | Dvorana Zlatorog, Celje Asistență: 85 Arbitri: Lidacka, Lesiak |
| 7 august 2019 13:00 | Romanenko 6 | (12–11) | Dreizler, Rott 5 | Dvorana Zlatorog, Celje Asistență: 85 Arbitri: Lidacka, Lesiak |
| 7 august 2019 13:00 | 5× 2×       | Cronică | 7× 2×            | Dvorana Zlatorog, Celje Asistență: 85 Arbitri: Lidacka, Lesiak |

| 7 august 2019 15:00 | Franța    | 17 – 15 | Danemarca  | Dvorana Zlatorog, Celje Asistență: 150 Arbitri: Loșak, Șaibakov |
| 7 august 2019 15:00 | Bouktit 6 | (10–9)  | Handreck 5 | Dvorana Zlatorog, Celje Asistență: 150 Arbitri: Loșak, Șaibakov |
| 7 august 2019 15:00 | 6× 1×     | Cronică | 1×         | Dvorana Zlatorog, Celje Asistență: 150 Arbitri: Loșak, Șaibakov |

## Meciurile pentru locurile 13–16

### Schemă
|  | Meciurile pentru locurile 13-16 | Meciurile pentru locurile 13-16 |                        |    | Meciul pentru locul 13 | Meciul pentru locul 13 |
|  |                                 |                                 |                        |    |                        |                        |
|  | 9 august 2019, 12:00            |                                 |                        |    |                        |                        |
|  |                                 |                                 |                        |    |                        |                        |
|  | Croația                         | 28                              |                        |    |                        |                        |
|  | Croația                         | 28                              | 10 august 2019, 14:30  |    |                        |                        |
|  | Țările de Jos                   | 26                              |                        |    |                        |                        |
|  | Țările de Jos                   | 26                              | Croația                | 29 |                        |                        |
|  | 9 august 2019, 14:30            |                                 | Croația                | 29 |                        |                        |
|  |                                 | Portugalia                      | 30                     |    |                        |                        |
|  | Portugalia                      | Portugalia                      | 30                     | 33 |                        |                        |
|  | Portugalia                      |                                 |                        | 33 |                        |                        |
|  | Spania                          | 23                              |                        |    |                        |                        |
|  | Spania                          | 23                              | Meciul pentru locul 15 |    |                        |                        |
|  |                                 |                                 |                        |    |                        |                        |
|  | 10 august 2019, 12:00           |                                 |                        |    |                        |                        |
|  |                                 |                                 |                        |    |                        |                        |
|  | Țările de Jos                   | 31                              |                        |    |                        |                        |
|  | Țările de Jos                   | 31                              |                        |    |                        |                        |
|  | Spania                          | 27                              |                        |    |                        |                        |

| 9 august 2019 12:00 | Croația  | 28 – 26 | Țările de Jos | Dvorana Golovec, Celje Asistență: 100 Arbitri: Backović, Palačković |
| 9 august 2019 12:00 | Buljan 8 | (16–13) | Staal 10      | Dvorana Golovec, Celje Asistență: 100 Arbitri: Backović, Palačković |
| 9 august 2019 12:00 | 4× 2×    | Cronică | 3× 2×         | Dvorana Golovec, Celje Asistență: 100 Arbitri: Backović, Palačković |

| 9 august 2019 14:30 | Portugalia | 33 – 23 | Spania    | Dvorana Golovec, Celje Asistență: 100 Arbitri: Kulović, Škaljić |
| 9 august 2019 14:30 | Sequeira 8 | (20–10) | Benítez 6 | Dvorana Golovec, Celje Asistență: 100 Arbitri: Kulović, Škaljić |
| 9 august 2019 14:30 | 3×         | Cronică | 1×        | Dvorana Golovec, Celje Asistență: 100 Arbitri: Kulović, Škaljić |

### Meciul pentru locul 15
| 10 august 2019 12:00 | Țările de Jos | 31 – 27 | Spania    | Dvorana Golovec, Celje Asistență: 200 Arbitri: Lindenbaum, Laron |
| 10 august 2019 12:00 | Wolfs 7       | (13–13) | Benítez 5 | Dvorana Golovec, Celje Asistență: 200 Arbitri: Lindenbaum, Laron |
| 10 august 2019 12:00 | 4× 1×         | Cronică | 2×        | Dvorana Golovec, Celje Asistență: 200 Arbitri: Lindenbaum, Laron |

### Meciul pentru locul 13
| 10 august 2019 12:30 | Croația     | 29 – 30 | Portugalia        | Dvorana Golovec, Celje Asistență: 50 Arbitri: Ivanović, Vujisić |
| 10 august 2019 12:30 | Bilandžić 8 | (13–19) | Costa, Unjanque 7 | Dvorana Golovec, Celje Asistență: 50 Arbitri: Ivanović, Vujisić |
| 10 august 2019 12:30 | 4× 2×       | Cronică | 3× 1×             | Dvorana Golovec, Celje Asistență: 50 Arbitri: Ivanović, Vujisić |

## Meciurile pentru locurile 9–12

### Schemă
|  | Meciurile pentru locurile 9-12 | Meciurile pentru locurile 9-12 |                        |    | Meciul pentru locul 9 | Meciul pentru locul 9 |
|  |                                |                                |                        |    |                       |                       |
|  | 9 august 2019, 17:00           |                                |                        |    |                       |                       |
|  |                                |                                |                        |    |                       |                       |
|  | Slovacia                       | 25                             |                        |    |                       |                       |
|  | Slovacia                       | 25                             | 10 august 2019, 19:30  |    |                       |                       |
|  | Muntenegru                     | 31                             |                        |    |                       |                       |
|  | Muntenegru                     | 31                             | Muntenegru             | 32 |                       |                       |
|  | 9 august 2019, 19:30           |                                | Muntenegru             | 32 |                       |                       |
|  |                                | Slovenia                       | 31                     |    |                       |                       |
|  | Slovenia                       | Slovenia                       | 31                     | 23 |                       |                       |
|  | Slovenia                       |                                |                        | 23 |                       |                       |
|  | România                        | 20                             |                        |    |                       |                       |
|  | România                        | 20                             | Meciul pentru locul 11 |    |                       |                       |
|  |                                |                                |                        |    |                       |                       |
|  | 10 august 2019, 17:00          |                                |                        |    |                       |                       |
|  |                                |                                |                        |    |                       |                       |
|  | Slovacia                       | 24                             |                        |    |                       |                       |
|  | Slovacia                       | 24                             |                        |    |                       |                       |
|  | România                        | 27                             |                        |    |                       |                       |

| 9 august 2019 17:00 | Slovacia | 25 – 31 | Muntenegru | Dvorana Golovec, Celje Asistență: 80 Arbitri: Loșak, Șaibakov |
| 9 august 2019 17:00 | Lancz 13 | (8–10)  | Zečević 8  | Dvorana Golovec, Celje Asistență: 80 Arbitri: Loșak, Șaibakov |
| 9 august 2019 17:00 | 3× 2×    | Cronică | 5× 2×      | Dvorana Golovec, Celje Asistență: 80 Arbitri: Loșak, Șaibakov |

| 9 august 2019 19:30 | Slovenia | 23 – 20 | România   | Dvorana Golovec, Celje Asistență: 600 Arbitri: Mertinian, Syrepisios |
| 9 august 2019 19:30 | Novak 7  | (11–10) | Gogîrlă 8 | Dvorana Golovec, Celje Asistență: 600 Arbitri: Mertinian, Syrepisios |
| 9 august 2019 19:30 | 4× 1×    | Cronică | 1×        | Dvorana Golovec, Celje Asistență: 600 Arbitri: Mertinian, Syrepisios |

### Meciul pentru locul 11
| 10 august 2019 17:00 | Slovacia | 24 – 27 | România    | Dvorana Golovec, Celje Asistență: 100 Arbitri: Kulović, Škaljić |
| 10 august 2019 17:00 | Lancz 8  | (11–14) | Gogîrlă 16 | Dvorana Golovec, Celje Asistență: 100 Arbitri: Kulović, Škaljić |
| 10 august 2019 17:00 | 1×       | Cronică | 3× 1×      | Dvorana Golovec, Celje Asistență: 100 Arbitri: Kulović, Škaljić |

### Meciul pentru locul 9
| 10 august 2019 19:30 | Muntenegru                          | 32 – 31 (Prel.) | Slovenia | Dvorana Golovec, Celje Asistență: 400 Arbitri: Hannes, Hannes |
| 10 august 2019 19:30 | Marsenić 7                          | (11–12)         | Novak 8  | Dvorana Golovec, Celje Asistență: 400 Arbitri: Hannes, Hannes |
| 10 august 2019 19:30 | 6× 1×                               | Cronică         | 4× 2×    | Dvorana Golovec, Celje Asistență: 400 Arbitri: Hannes, Hannes |
| 10 august 2019 19:30 | FT: 23–23 Prel.: 4–4, 2–2, Pen: 3–2 |                 |          | Dvorana Golovec, Celje Asistență: 400 Arbitri: Hannes, Hannes |

## Meciurile pentru locurile 5–8

### Schemă
|  | Meciurile pentru locurile 5-8 | Meciurile pentru locurile 5-8 |                       |    | Meciul pentru locul 5 | Meciul pentru locul 5 |
|  |                               |                               |                       |    |                       |                       |
|  | 9 august 2019, 12:00          |                               |                       |    |                       |                       |
|  |                               |                               |                       |    |                       |                       |
|  | Norvegia                      | 28                            |                       |    |                       |                       |
|  | Norvegia                      | 28                            | 11 august 2019, 17:00 |    |                       |                       |
|  | Germania                      | 20                            |                       |    |                       |                       |
|  | Germania                      | 20                            | Norvegia              | 26 |                       |                       |
|  | 9 august 2019, 14:30          |                               | Norvegia              | 26 |                       |                       |
|  |                               | Rusia                         | 35                    |    |                       |                       |
|  | Rusia                         | Rusia                         | 35                    | 36 |                       |                       |
|  | Rusia                         |                               |                       | 36 |                       |                       |
|  | Austria                       | 33                            |                       |    |                       |                       |
|  | Austria                       | 33                            | Meciul pentru locul 7 |    |                       |                       |
|  |                               |                               |                       |    |                       |                       |
|  | 11 august 2019, 14:30         |                               |                       |    |                       |                       |
|  |                               |                               |                       |    |                       |                       |
|  | Germania                      | 32                            |                       |    |                       |                       |
|  | Germania                      | 32                            |                       |    |                       |                       |
|  | Austria                       | 22                            |                       |    |                       |                       |

| 9 august 2019 12:00 | Norvegia   | 28 – 20 | Germania | Dvorana Zlatorog, Celje Asistență: 150 Arbitri: Stokes, Bartlett |
| 9 august 2019 12:00 | Alvestad 6 | (14–14) | Meyer 6  | Dvorana Zlatorog, Celje Asistență: 150 Arbitri: Stokes, Bartlett |
| 9 august 2019 12:00 | 2× 1×      | Cronică | 4×       | Dvorana Zlatorog, Celje Asistență: 150 Arbitri: Stokes, Bartlett |

| 9 august 2019 14:30 | Rusia           | 36 – 33 | Austria   | Dvorana Zlatorog, Celje Asistență: 150 Arbitri: Jakovljević, Sando |
| 9 august 2019 14:30 | Zakordonskaia 7 | (17–15) | Pandza 11 | Dvorana Zlatorog, Celje Asistență: 150 Arbitri: Jakovljević, Sando |
| 9 august 2019 14:30 | 7× 2×           | Cronică | 2× 1×     | Dvorana Zlatorog, Celje Asistență: 150 Arbitri: Jakovljević, Sando |

### Meciul pentru locul 7
| 11 august 2019 14:30 | Germania | 32 – 22 | Austria   | Dvorana Zlatorog, Celje Asistență: 150 Arbitri: Loșak, Șaibakov |
| 11 august 2019 14:30 | Rott 9   | (14–11) | Pandza 11 | Dvorana Zlatorog, Celje Asistență: 150 Arbitri: Loșak, Șaibakov |
| 11 august 2019 14:30 | 4× 2×    | Cronică | 3× 1×     | Dvorana Zlatorog, Celje Asistență: 150 Arbitri: Loșak, Șaibakov |

### Meciul pentru locul 5
| 11 august 2019 17:00 | Norvegia | 26 – 35 | Rusia                  | Dvorana Zlatorog, Celje Asistență: 150 Arbitri: Stokes, Bartlett |
| 11 august 2019 17:00 | Celius 8 | (12–17) | Baeva, Zakordonskaia 8 | Dvorana Zlatorog, Celje Asistență: 150 Arbitri: Stokes, Bartlett |
| 11 august 2019 17:00 | 1×       | Cronică | 2×                     | Dvorana Zlatorog, Celje Asistență: 150 Arbitri: Stokes, Bartlett |

## Semifinalele și finala

### Schemă
|  | Semifinalele          | Semifinalele |                       |    | Finala | Finala |
|  |                       |              |                       |    |        |        |
|  | 9 august 2019, 17:00  |              |                       |    |        |        |
|  |                       |              |                       |    |        |        |
|  | Ungaria               | 25           |                       |    |        |        |
|  | Ungaria               | 25           | 11 august 2019, 14:30 |    |        |        |
|  | Danemarca             | 21           |                       |    |        |        |
|  | Danemarca             | 21           | Ungaria               | 28 |        |        |
|  | 9 august 2019, 19:30  |              | Ungaria               | 28 |        |        |
|  |                       | Suedia       | 24                    |    |        |        |
|  | Franța                | Suedia       | 24                    | 19 |        |        |
|  | Franța                |              |                       | 19 |        |        |
|  | Suedia                | 20           |                       |    |        |        |
|  | Suedia                | 20           | Meciul pentru locul 3 |    |        |        |
|  |                       |              |                       |    |        |        |
|  | 11 august 2019, 12:00 |              |                       |    |        |        |
|  |                       |              |                       |    |        |        |
|  | Danemarca             | 21           |                       |    |        |        |
|  | Danemarca             | 21           |                       |    |        |        |
|  | Franța                | 28           |                       |    |        |        |

### Semifinalele
| 9 august 2019 17:00 | Ungaria             | 25 – 21 | Danemarca | Dvorana Zlatorog, Celje Asistență: 200 Arbitri: Lidacka, Lesiak |
| 9 august 2019 17:00 | Farkas, Koronczai 6 | (11–13) | Wierzba 6 | Dvorana Zlatorog, Celje Asistență: 200 Arbitri: Lidacka, Lesiak |
| 9 august 2019 17:00 | 1×                  | Cronică | 1× 3×     | Dvorana Zlatorog, Celje Asistență: 200 Arbitri: Lidacka, Lesiak |

| 9 august 2019 19:30 | Franța      | 19 – 20 | Suedia           | Dvorana Zlatorog, Celje Asistență: 200 Arbitri: Ivanović, Vujisić |
| 9 august 2019 19:30 | Grandveau 6 | (8–9)   | Lindberg Blohm 6 | Dvorana Zlatorog, Celje Asistență: 200 Arbitri: Ivanović, Vujisić |
| 9 august 2019 19:30 | 4× 1×       | Cronică | 2×               | Dvorana Zlatorog, Celje Asistență: 200 Arbitri: Ivanović, Vujisić |

### Meciul pentru locul 3
| 11 august 2019 12:00 | Danemarca            | 21 – 28 | Franța   | Dvorana Zlatorog, Celje Asistență: 500 Arbitri: Jakovljević, Sando |
| 11 august 2019 12:00 | Rasmussen, Wierzba 4 | (9–15)  | Abadie 7 | Dvorana Zlatorog, Celje Asistență: 500 Arbitri: Jakovljević, Sando |
| 11 august 2019 12:00 | 4× 1×                | Cronică | 2× 1×    | Dvorana Zlatorog, Celje Asistență: 500 Arbitri: Jakovljević, Sando |

### Finala
| 11 august 2019 14:30 | Ungaria     | 28 – 24 | Suedia         | Dvorana Zlatorog, Celje Asistență: 700 Arbitri: Backović, Palačković |
| 11 august 2019 14:30 | Koronczai 7 | (13–9)  | Stojiliković 9 | Dvorana Zlatorog, Celje Asistență: 700 Arbitri: Backović, Palačković |
| 11 august 2019 14:30 | 3× 2×       | Cronică | 3× 2×          | Dvorana Zlatorog, Celje Asistență: 700 Arbitri: Backović, Palačković |

## Clasament și statistici

### Clasamentul final
Conform paginii oficiale a EHF:
|    | Ungaria       |
|    | Suedia        |
|    | Franța        |
| 4  | Danemarca     |
| 5  | Rusia         |
| 6  | Norvegia      |
| 7  | Germania      |
| 8  | Austria       |
| 9  | Muntenegru    |
| 10 | Slovenia      |
| 11 | România       |
| 12 | Slovacia      |
| 13 | Portugalia    |
| 14 | Croația       |
| 15 | Țările de Jos |
| 16 | Spania        |

| Actualizat pe 11 august 2019: \| Poz. \| Nume \| Echipă \| Goluri \| \| ---- \| --------------- \| -------- \| ------ \| \| 1 \| Katarina Pandza \| Austria \| 66 \| \| 2 \| Alicia Gogîrlă \| România \| 60 \| \| 3 \| Barbora Lancz \| Slovacia \| 57 \| | Conform paginii oficiale a EHF: Jucătoarea competiției (MVP) - Blanka Kajdon (HUN) Cea mai bună marcatoare (golgheter) - Katarina Pandza (AUT) (66 de goluri) Echipa ideală a Campionatului European - Portar: Hanna Popaja (SWE) - Extremă stânga: Ida Trolle Handreck (DEN) - Inter stânga: Tyra Axnér (SWE) - Coordonator: Léna Grandveau (FRA) - Pivot: Sarah Bouktit (FRA) - Inter dreapta: Iulia Baeva (RUS) - Extremă dreapta: Laura Kürthi (HUN) |          |        |
| Poz. | Nume | Echipă   | Goluri |
| 1 | Katarina Pandza | Austria  | 66     |
| 2 | Alicia Gogîrlă | România  | 60     |
| 3 | Barbora Lancz | Slovacia | 57     |